# Charles Reznikoff
Pour les articles homonymes, voir Reznikoff.
Charles Reznikoff (né le 31 août 1894 à Brooklyn et mort le 22 janvier 1976 à Manhattan) est un écrivain américain, tout à la fois romancier, essayiste, dramaturge et poète.

## Biographie
Charles Reznikoff, fils d'émigrants juifs venus de Russie, après des études de journalisme dans le Missouri et de droit à New York, devient représentant de commerce pour ses parents. Son premier rapport à l'édition est en droit, puisque dès 1918, il devient coéditeur d’une encyclopédie juridique spécialisée.
Parallèlement, il commence à écrire à la fois de la poésie et pour le théâtre.
Alors qu'il commence à écrire dès 1918, la première anthologie de ses textes est publiée en 1962, By the Waters of Manhattan.

Et c'est en 1965 qu'est publiée son œuvre principale Testimony : The United-States 1885-1890. Cette œuvre est construite à partir d'archives de tribunaux de la fin du XIXe siècle. Ce travail caractérise précisément ce qu'est l'objectivisme poétique, tel qu'il l'explique dans un entretien paru dans la Revue Europe en 1977 : 
« Dans Testimony, les protagonistes dont j'utilise les propos témoignent tous de ce qu'ils ont réellement vécu. (...) Ce que moi j'ai voulu faire, c'est en effectuant un choix, réaliser un montage, en rythmant les mots qu'ils ont employés, et créer ainsi un état d'âme ou un sentiment. »
En 1975, il publie Holocauste, qui reprend le même procédé, mais cette fois-ci à partir des archives du Procès des criminels devant le Tribunal militaire de Nuremberg.
Il fait partie des poètes qui, dans les années 1930, aux États-Unis, et sous le parrainage de William Carlos Williams et Ezra Pound, constituèrent le « mouvement objectiviste » avec Louis Zukofsky, George Oppen, Carl Rakosi et Basil Bunting.

## Œuvres

### En langue anglaise
- In Memoriam : 1933, 1934
- Separate Way, 1936
- Going to and fro and Walking up and down, 1941
- Inscriptions : 1944-1956, 1959
- By the Waters of Manhattan, selected verse, 1962
- Testimony : The United-States 1885-1890, 1965
- Recitative, 1968
- By the Well of Living and Seeing and the Fifth Book of the Maccabees, 1969
- By the Well of Living and Seeing : New and Selected Poems 1918-1973, 1974
- Holocaust, 1975

### Œuvres traduites en français
- Témoignage, États-Unis, 1885-1890 (Récitatif), traduction de Jacques Roubaud, Hachette/P.O.L, 1981
- Le Musicien, roman, Éditions P.O.L, 1986 ; Héros-Limite, 2024.
- Holocauste, suivi d’en entretien avec Charles Reznikoff, Prétexte Éditeur, 2007 traduction Auxeméry
- Témoignage, Les États-Unis (1885-1915), Récitatif, traduit de l'anglais par Marc Cholodenko, Éditions P.O.L, mai 2012, 576 pages.  (ISBN 978-2-84682-096-7)
- Rythmes 1 & 2, poèmes, trad. Eva Antonnikov et Jil Silberstein, Genève, Héros-Limite, 2013
- Sur les rives de Manhattan, trad. Eva Antonnikov, Genève, Héros-Limite, 2014
- Chacun son chemin, trad. Eva Antonnikov, Genève, Héros-Limite, 2016
- In memoriam : 1933, trad. Jil Silberstein, Genève, Héros-Limite, 2016
- Holocauste, trad. André Markowicz, Nice, éditions Unes, 2017
- La Jérusalem d'or, trad. André Markowicz, Nice, éditions Unes, 2018
- Inscriptions, précédé de Çà et là, trad. Thierry Gillybœuf, Caen, éditions NOUS, 2018
- À la source du vivre et du voir, trad. André Markowicz, Nice, éditions Unes, 2021

## Adaptations à la scène en France
- 1998 : Holocauste, mise en scène Claude Régy, avec Yann Boudaud, Théâtre de la Colline, Paris
- 2011 : Testimony, mise sur scène Henri Jules Julien, avec Sophie Agnel (piano) et Victor Ponomarev, TNT Manufacture de Chaussures, Bordeaux - Le Petit Faucheux, Tours - Théâtre de Saint-Quentin-en-Yvelines - Halle aux Grains, Blois - Théâtre de l'Échangeur, Bagnolet, CCAM scène nationale, Vandœuvre-lès-Nancy - Théâtre Poème 2, Bruxelles
- 2015 : Témoignage , mise en scène de Romain Jarry et Loïc Varanguien de Villepin, Compagnie des Limbes